# Zygmunt Bocheński
Zygmunt Bocheński (* 25. Juli 1935 in Zakopane; † 29. November 2009 in Krakau) war ein polnischer Wirbeltier-Paläontologe und Ornithologe. Speziell befasste er sich mit fossilen (und rezenten) Vögeln.

## Leben und Werk
Sein Vater Zbigniew Bocheński war Kunsthistoriker. Bocheński studierte an der Jagiellonischen Universität in Krakau mit dem Diplom-Abschluss 1957 und der Promotion 1961. Er habilitierte sich dort 1974 und wurde 1983 Professor. Er war seit 1959 am Institut für Systematik und Evolution der Tiere der Polnischen Akademie der Wissenschaften in Krakau, war 1979 bis 1981 stellvertretender Leiter des Instituts und 1986/87 Leiter der Wirbeltier-Zoologie. 2006 emeritierte er.
Er veröffentlichte einen Katalog fossiler Vögel aus Polen und über die Vögel des jüngeren Quartärs in Polen. Neben Polen war er auch zu Feldarbeiten in Ägypten und Spanien. Er bearbeitete mit Teresa Tomek Vögel aus den Ausgrabungen von El Nabta in Ägypten sowie mit Tomek und seinem Sohn Zbigniew M. Bocheński die Vögel bei den Ausgrabungen der Oblazowa Höhle in den polnischen Karpaten.
Er veröffentlichte über das Brutverhalten von Rohrsängern, Echten Drosseln und Grasmücken und die Vögel des Nationalpark Ojców und im Nationalpark Babia Góra.
Er erstbeschrieb unter anderem mit Zbigniew Bocheński einen Kolibri aus dem Eozän Eurotrochilus noniewiczi, dessen Fossilien bei Jasła in den polnischen Karpaten gefunden wurden.
1985 bis 2007 war er Herausgeber der Acta Zoologica Cracoviensia. Er war einer der Gründer der ornithologischen Abteilung der polnischen zoologischen Gesellschaft und 1974 bis 1982 Präsident von deren Sektion in Krakau. Er erhielt das Ritterkreuz des Ordens Polonia Restituta.
Sein Sohn Zbigniew M. Bocheński (im Gegensatz zu ihm mit Z. M. Bochenski abgekürzt, er selbst wird Z. Bochenski abgekürzt) ist ebenfalls Paläornithologe.

## Schriften
- Catalogue of fossil and subfossil birds of Poland. Acta zoologica cracoviensia, 36, 1993, 329–460
- mit Zbigniew M. Bochenski, Teresa Tomek A history of Polish birds. Institut für Systematik und Evolution der Tiere, Polnische Akademie der Wissenschaften, Krakau 2012